# Eleições legislativas de 2011 no Seixal

## Resultados Oficiais
| Partido                 | Partido                               | Votos   | %               | +/-   |
| ----------------------- | ------------------------------------- | ------- | --------------- | ----- |
|                         | Partido Socialista                    | 22 802  | 28,72 / 100,00  | 6,10  |
|                         | Partido Social Democrata              | 19 749  | 24,87 / 100,00  | 8,41  |
|                         | Coligação Democrática Unitária        | 14 978  | 18,86 / 100,00  | 0,31  |
|                         | CDS – Partido Popular                 | 9 827   | 12,38 / 100,00  | 2,37  |
|                         | Bloco de Esquerda                     | 4 974   | 6,26 / 100,00   | 6,94  |
|                         | Partido pelos Animais e pela Natureza | 1 149   | 1,45 / 100,00   | Novo  |
|                         | PCTP/MRPP                             | 1 066   | 1,34 / 100,00   | 0,22  |
|                         | Outros                                | 1 603   | 2,02 / 100,00   |       |
| Votos Inválidos         | Votos Inválidos                       | 3 256   | 4,10 / 100,00   | 0,64  |
| Total                   | Total                                 | 79 404  | 100,00 / 100,00 |       |
| Eleitorado/Participação | Eleitorado/Participação               | 129 026 | 61,54 / 100,00  | 1,21  |
| Fonte                   | Fonte                                 | [ 1 ]   | [ 1 ]           | [ 1 ] |

## Resultados por Freguesia
Os resultados seguintes referem-se aos partidos que obtiveram mais de 1,00% dos votos:
| Freguesia            | %     | %     | %     | %     | %    | %    | %    | Votantes |
| Freguesia            | PS    | PSD   | CDU   | CDS   | BE   | PAN  | PCTP | Votantes |
| -------------------- | ----- | ----- | ----- | ----- | ---- | ---- | ---- | -------- |
| Aldeia de Paio Pires | 25,85 | 18,48 | 26,45 | 13,00 | 6,77 | 1,64 | 1,55 | 6 054    |
| Amora                | 29,32 | 24,92 | 18,36 | 12,18 | 6,12 | 1,46 | 1,29 | 23 952   |
| Arrentela            | 26,46 | 21,16 | 23,63 | 12,60 | 6,62 | 1,72 | 1,53 | 13 505   |
| Corroios             | 30,78 | 27,00 | 16,13 | 12,13 | 5,94 | 1,32 | 1,32 | 26 397   |
| Fernão Ferro         | 27,29 | 29,74 | 12,83 | 13,95 | 6,80 | 1,22 | 1,11 | 7 856    |
| Seixal               | 22,74 | 20,79 | 31,95 | 9,51  | 6,28 | 1,40 | 1,34 | 1 640    |
| Seixal               | 28,72 | 24,87 | 18,86 | 12,38 | 6,26 | 1,45 | 1,34 | 79 404   |

#### Aldeia de Paio Pires
| Partido                 | Partido                               | Votos  | %               | +/-  |
| ----------------------- | ------------------------------------- | ------ | --------------- | ---- |
|                         | Coligação Democrática Unitária        | 1 601  | 26,45 / 100,00  | 1,36 |
|                         | Partido Socialista                    | 1 565  | 25,85 / 100,00  | 6,99 |
|                         | Partido Social Democrata              | 1 119  | 18,48 / 100,00  | 8,04 |
|                         | CDS – Partido Popular                 | 787    | 13,00 / 100,00  | 3,84 |
|                         | Bloco de Esquerda                     | 410    | 6,77 / 100,00   | 6,02 |
|                         | Partido pelos Animais e pela Natureza | 99     | 1,64 / 100,00   | Novo |
|                         | PCTP/MRPP                             | 94     | 1,55 / 100,00   | 0,01 |
|                         | Outros                                | 139    | 2,30 / 100,00   |      |
| Votos Inválidos         | Votos Inválidos                       | 240    | 3,96 / 100,00   | 0,30 |
| Total                   | Total                                 | 6 054  | 100,00 / 100,00 |      |
| Eleitorado/Participação | Eleitorado/Participação               | 10 392 | 58,26 / 100,00  | 0,55 |

#### Amora
| Partido                 | Partido                               | Votos  | %               | +/-  |
| ----------------------- | ------------------------------------- | ------ | --------------- | ---- |
|                         | Partido Socialista                    | 7 022  | 29,32 / 100,00  | 6,45 |
|                         | Partido Social Democrata              | 5 970  | 24,92 / 100,00  | 8,77 |
|                         | Coligação Democrática Unitária        | 4 397  | 18,36 / 100,00  | 0,64 |
|                         | CDS – Partido Popular                 | 2 918  | 12,18 / 100,00  | 2,21 |
|                         | Bloco de Esquerda                     | 1 466  | 6,12 / 100,00   | 6,78 |
|                         | Partido pelos Animais e pela Natureza | 350    | 1,46 / 100,00   | Novo |
|                         | PCTP/MRPP                             | 308    | 1,29 / 100,00   | 0,28 |
|                         | Outros                                | 512    | 2,14 / 100,00   |      |
| Votos Inválidos         | Votos Inválidos                       | 1 009  | 4,21 / 100,00   | 0,79 |
| Total                   | Total                                 | 23 952 | 100,00 / 100,00 |      |
| Eleitorado/Participação | Eleitorado/Participação               | 41 649 | 57,51 / 100,00  | 0,80 |

#### Arrentela
| Partido                 | Partido                               | Votos  | %               | +/-  |
| ----------------------- | ------------------------------------- | ------ | --------------- | ---- |
|                         | Partido Socialista                    | 3 573  | 26,46 / 100,00  | 6,91 |
|                         | Coligação Democrática Unitária        | 3 191  | 23,63 / 100,00  | 0,64 |
|                         | Partido Social Democrata              | 2 857  | 21,16 / 100,00  | 7,57 |
|                         | CDS – Partido Popular                 | 1 702  | 12,60 / 100,00  | 3,22 |
|                         | Bloco de Esquerda                     | 894    | 6,62 / 100,00   | 6,63 |
|                         | Partido pelos Animais e pela Natureza | 232    | 1,72 / 100,00   | Novo |
|                         | PCTP/MRPP                             | 206    | 1,53 / 100,00   | 0,28 |
|                         | Outros                                | 312    | 2,30 / 100,00   |      |
| Votos Inválidos         | Votos Inválidos                       | 538    | 3,98 / 100,00   | 0,86 |
| Total                   | Total                                 | 13 505 | 100,00 / 100,00 |      |
| Eleitorado/Participação | Eleitorado/Participação               | 23 336 | 57,87 / 100,00  | 0,55 |

#### Corroios
| Partido                 | Partido                               | Votos  | %               | +/-  |
| ----------------------- | ------------------------------------- | ------ | --------------- | ---- |
|                         | Partido Socialista                    | 8 125  | 30,78 / 100,00  | 4,50 |
|                         | Partido Social Democrata              | 7 126  | 27,00 / 100,00  | 8,28 |
|                         | Coligação Democrática Unitária        | 4 257  | 16,13 / 100,00  | 0,88 |
|                         | CDS – Partido Popular                 | 3 168  | 12,00 / 100,00  | 1,52 |
|                         | Bloco de Esquerda                     | 1 567  | 5,94 / 100,00   | 7,88 |
|                         | Partido pelos Animais e pela Natureza | 349    | 1,32 / 100,00   | Novo |
|                         | PCTP/MRPP                             | 349    | 1,32 / 100,00   | 0,28 |
|                         | Outros                                | 422    | 1,60 / 100,00   |      |
| Votos Inválidos         | Votos Inválidos                       | 1 034  | 3,91 / 100,00   | 0,25 |
| Total                   | Total                                 | 26 397 | 100,00 / 100,00 |      |
| Eleitorado/Participação | Eleitorado/Participação               | 38 960 | 67,75 / 100,00  | 5,28 |

#### Fernão Ferro
| Partido                 | Partido                               | Votos  | %               | +/-  |
| ----------------------- | ------------------------------------- | ------ | --------------- | ---- |
|                         | Partido Social Democrata              | 2 336  | 29,74 / 100,00  | 9,30 |
|                         | Partido Socialista                    | 2 144  | 27,29 / 100,00  | 8,34 |
|                         | CDS – Partido Popular                 | 1 096  | 13,95 / 100,00  | 2,71 |
|                         | Coligação Democrática Unitária        | 1 008  | 12,83 / 100,00  | 0,19 |
|                         | Bloco de Esquerda                     | 534    | 6,80 / 100,00   | 6,22 |
|                         | Partido pelos Animais e pela Natureza | 96     | 1,22 / 100,00   | Novo |
|                         | PCTP/MRPP                             | 87     | 1,11 / 100,00   | 0,11 |
|                         | Outros                                | 193    | 2,47 / 100,00   |      |
| Votos Inválidos         | Votos Inválidos                       | 362    | 3,61 / 100,00   | 0,03 |
| Total                   | Total                                 | 7 856  | 100,00 / 100,00 |      |
| Eleitorado/Participação | Eleitorado/Participação               | 12 152 | 64,65 / 100,00  | 0,20 |

#### Seixal
| Partido                 | Partido                               | Votos | %               | +/-  |
| ----------------------- | ------------------------------------- | ----- | --------------- | ---- |
|                         | Coligação Democrática Unitária        | 524   | 31,95 / 100,00  | 2,09 |
|                         | Partido Socialista                    | 373   | 22,74 / 100,00  | 6,08 |
|                         | Partido Social Democrata              | 341   | 20,79 / 100,00  | 5,51 |
|                         | CDS – Partido Popular                 | 156   | 9,51 / 100,00   | 3,24 |
|                         | Bloco de Esquerda                     | 103   | 6,28 / 100,00   | 4,09 |
|                         | Partido pelos Animais e pela Natureza | 23    | 1,40 / 100,00   | Novo |
|                         | PCTP/MRPP                             | 22    | 1,34 / 100,00   | 0,41 |
|                         | Outros                                | 25    | 1,52 / 100,00   |      |
| Votos Inválidos         | Votos Inválidos                       | 73    | 4,45 / 100,00   | 1,59 |
| Total                   | Total                                 | 1 640 | 100,00 / 100,00 |      |
| Eleitorado/Participação | Eleitorado/Participação               | 2 537 | 64,64 / 100,00  | 0,60 |